# Cecil Rhodes
Cecil John Rhodes (5. července 1853 – 26. března 1902) byl britský koloniální podnikatel a politik; nejvýznamnější představitel britského imperialismu konce 19. století.
Do jižní Afriky přišel ve svých sedmnácti letech na zotavenou po prodělané tuberkulóze. Pracoval na bavlníkových plantážích a jako kopáč v Kimberley. V 70. letech se stal majitelem diamantových polí v jižní Africe a těžební společnosti De Beers Mining Company, která se postupem času spojila se společnostmi pánů Barneye Barnata a Alfreda Beita, čímž vznikla De Beers Consolidated Mines ovládající 90 % světové produkce diamantů. V 80. a 90. letech organizoval britské koloniální výboje na jihu Afriky. V roce 1885 dosáhl zřízení britského protektorátu nad Bečuánskem a v roce 1889 založil Britskou Jihoafrickou společnost, která získala území, nazvané v roce 1895 na jeho počest Rhodesie. Současně se přitom účastnil politického života britské Kapské kolonie. Mezi lety 1890 a 1896 byl předsedou vlády. Za konečný cíl britské koloniální expanze považoval vytvoření souvislého pásu britských držav od Kapského Města po Káhiru; podílel se na začlenění Transvaalu a Oranžska do Britské jižní Afriky a na rozpoutání druhé búrské války 1899–1902.